# Circondario di Steinburg
Il circondario di Steinburg è un circondario dello Schleswig-Holstein di 130 843 abitanti, che ha come capoluogo Itzehoe. È compreso nella regione metropolitana di Amburgo.
Prende il nome dal castello di Steinburg, posto nel comune di Süderau.

## Geografia fisica
Il circondario di Steinburg confina a nord con il circondario di Rendsburg-Eckernförde, ad est con il circondario di Segeberg, a sud-est con il circondario di Pinneberg, a sud-ovest con il circondario di Stade della regione della Bassa Sassonia. Il canale di Kiel ne costituisce il confine, ad ovest, con il circondario del Dithmarschen.

## Città e comuni

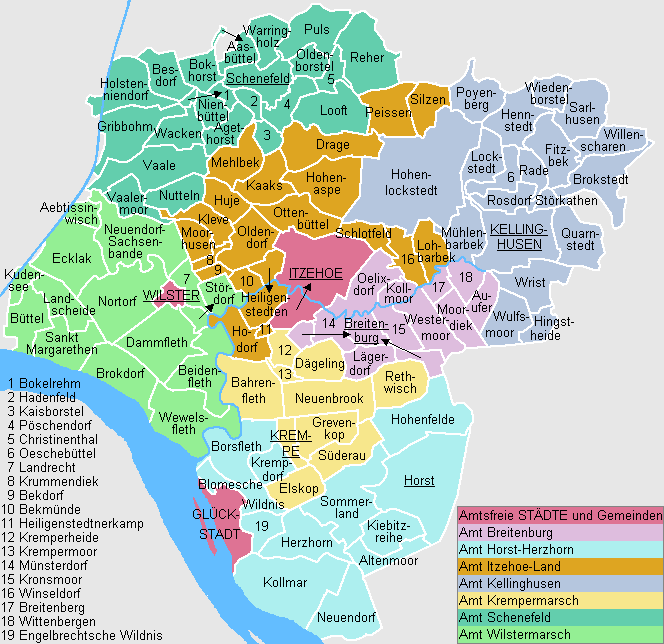

(Tra parentesi i dati della popolazione al 31 dicembre 2021)
Città libere dagli Amt:
- 1. Glückstadt (10 719)
- 2. Itzehoe  (31 855)
- 3. Wilster (4 342)

Comuni facenti parte degli Amt: (* = capoluogo della comunità amministrativa)
| - 1. Amt Breitenburg 1. Auufer (134) 2. Breitenberg* (347) 3. Breitenburg (1 238) 4. Kollmoor (32) 5. Kronsmoor (167) 6. Lägerdorf (2 677) 7. Moordiek (108) 8. Münsterdorf (1 890) 9. Oelixdorf (1 541) 10. Westermoor (408) 11. Wittenbergen (161) - 2. Amt Horst-Herzhorn 1. Altenmoor (212) 2. Blomesche Wildnis (636) 3. Borsfleth (727) 4. Engelbrechtsche Wildnis (833) 5. Herzhorn (1 162) 6. Hohenfelde (886) 7. Horst* (5 754) 8. Kiebitzreihe (2 199) 9. Kollmar (1 650) 10. Krempdorf (231) 11. Neuendorf b. Elmshorn (841) 12. Sommerland (750) - 3. Amt Itzehoe-Land (capoluogo: Itzehoe) 1. Bekdorf (103) 2. Bekmünde (136) 3. Drage (229) 4. Heiligenstedten (1 482) 5. Heiligenstedtenerkamp (729) 6. Hodorf (196) 7. Hohenaspe (1 925) 8. Huje (270) 9. Kaaks (432) 10. Kleve (550) 11. Krummendiek (73) 12. Lohbarbek (786) 13. Mehlbek (421) 14. Moorhusen (72) 15. Oldendorf (1 072) 16. Ottenbüttel (744) 17. Peissen (279) 18. Schlotfeld (232) 19. Silzen (162) 20. Winseldorf (326) | - 4. Amt Kellinghusen 1. Brokstedt (2 070) 2. Fitzbek (401) 3. Hennstedt (612) 4. Hingstheide (78) 5. Hohenlockstedt (5 946) 6. Kellinghusen*, città (8 150) 7. Lockstedt (146) 8. Mühlenbarbek (269) 9. Oeschebüttel (178) 10. Poyenberg (394) 11. Quarnstedt (450) 12. Rade (100) 13. Rosdorf (359) 14. Sarlhusen (470) 15. Störkathen (90) 16. Wiedenborstel (11) 17. Willenscharen (169) 18. Wrist (2 374) 19. Wulfsmoor (391) - 5. Amt Krempermarsch 1. Bahrenfleth (563) 2. Dägeling (1 016) 3. Elskop (162) 4. Grevenkop (322) 5. Krempe*, città (2 374) 6. Kremperheide (2 331) 7. Krempermoor (538) 8. Neuenbrook (669) 9. Rethwisch (575) 10. Süderau (722) | - 6. Amt Schenefeld 1. Aasbüttel (146) 2. Agethorst (199) 3. Besdorf (236) 4. Bokelrehm (142) 5. Bokhorst (145) 6. Christinenthal (71) 7. Gribbohm (424) 8. Hadenfeld (154) 9. Holstenniendorf (411) 10. Kaisborstel (69) 11. Looft (406) 12. Nienbüttel (124) 13. Nutteln (256) 14. Oldenborstel (116) 15. Pöschendorf (262) 16. Puls (549) 17. Reher (734) 18. Schenefeld* (2 623) 19. Vaale (1 254) 20. Vaalermoor (128) 21. Wacken (1 990) 22. Warringholz (297) - 7. Amt Wilstermarsch (capoluogo: Wilster) 1. Aebtissinwisch (48) 2. Beidenfleth (838) 3. Brokdorf (997) 4. Büttel (31) 5. Dammfleth (264) 6. Ecklak (302) 7. Kudensee (112) 8. Landrecht (114) 9. Landscheide (260) 10. Neuendorf-Sachsenbande (432) 11. Nortorf (850) 12. Sankt Margarethen (813) 13. Stördorf (124) 14. Wewelsfleth (1 273) |